# CetusPlay
CetusPlay为一款Android及iOS软件，允许用户在同一WiFi网络内通过手机管理安卓电视盒子及安卓电视。通过搜索在同一个局域网内安卓电视（Android TV）、安卓电视盒（Android TV Box），连接后可试用遥控功能，管理，启动及备份电视上的Android应用，将手机本地的视频及照片投射到指定的设备上。